# Licencia equivalente de dominio público
Las licencias equivalentes de dominio público son licencias que otorgan derechos de dominio público o actúan como exenciones. Se utilizan para hacer que los trabajos con derechos de autor sean utilizables por cualquier persona sin condiciones, al tiempo que se evitan las complejidades de la atribución o la compatibilidad de licencias que se producen con otras licencias. 
No se requiere ningún permiso o licencia para un trabajo verdaderamente en el dominio público, como uno con un copyright expirado; Tal trabajo puede ser copiado a voluntad. Existen licencias equivalentes de dominio público porque algunas jurisdicciones legales    no permiten que los autores coloquen voluntariamente su trabajo en el dominio público, pero sí les permiten otorgar al público derechos arbitrariamente amplios en el trabajo. 
El proceso de licencia también permite a los autores, especialmente a los autores de software, la oportunidad de denegar explícitamente cualquier garantía implícita que pueda dar a alguien una base para una acción legal contra ellos. Si bien no hay una licencia acordada universalmente, varias licencias tienen como objetivo otorgar los mismos derechos que se aplicarían a una obra de dominio público. 

## Licencias
En el año 2000, se lanzó la licencia "Haz lo que quieras para obtener una licencia pública" (WTFPL) como una licencia equivalente de dominio público. Se distingue entre las licencias de software por su estilo informal y la falta de una renuncia de garantía. En 2016, según Black Duck Software, el WTFPL fue utilizado por menos del 1% de los proyectos de FOSS. 
La licencia de software Unlicense, publicada alrededor de 2010, ofrece un texto de exención de dominio público con una licencia similar a dominio público, inspirada en licencias permisivas pero sin una cláusula de atribución. En 2015, Github informó que aproximadamente 102,000 de sus 5.1 millones de proyectos con licencia, o el 2%, usan la licencia.
La licencia BSD de la Cláusula Cero, elimina todas las condiciones de la licencia ISC, dejando solo una concesión incondicional de derechos y una renuncia de garantía. Está incluido en el paquete de software Intercambio de datos como la licencia BSD de cláusula cero, con el identificador "0BSD". Fue usado por primera vez por Rob Landley en Toybox. 
En 2009, Creative Commons lanzó CC0, que se creó para la compatibilidad con las jurisdicciones donde la dedicación al dominio público es problemática, como en Europa continental. Esto se logra mediante una declaración de exención de dominio público y una licencia permisiva, para los casos en que la exención no es válida.
La Free Software Foundation y la Open Knowledge Foundation aprobaron CC0 como una licencia recomendada para dedicar contenido y software al dominio público. En junio de 2016, un análisis de los paquetes de software del Proyecto Fedora colocó a CC0 como la 17.ª licencia más popular.

## Recepción
En la comunidad de software libre, ha habido cierta controversia sobre si una dedicación de dominio público constituye una licencia válida de código abierto. En 2004, el abogado Lawrence Rosen argumentó en el ensayo "¿Por qué el dominio público no es una licencia?" Que el software no podía ser realmente dado al dominio público, una posición que enfrentó la oposición de Daniel J. Bernstein y otros. En 2011, la Free Software Foundation agregó CC0 a sus licencias de software libre y lo llamó "el método preferido para lanzar software en el dominio público", mientras que en general recomendaba la Licencia Pública General de GNU. 
En febrero de 2012, cuando se presentó la licencia CC0 a Open Source Initiative para su aprobación, surgió una controversia sobre una cláusula que excluía cualquier patente relevante mantenida por el titular de los derechos de autor del alcance de la licencia. Esta cláusula se agregó teniendo en cuenta los datos científicos en lugar del software, pero algunos miembros del OSI creían que podría debilitar las defensas de los usuarios contra las patentes de software. Como resultado, Creative Commons retiró su presentación, y la licencia no está actualmente aprobada por la OSI.